# EA-2098
EA-2098は、化学兵器として開発された有機リン化合物（神経剤）である。